# Formális nyelvtan
A formális nyelvtan informatikai értelemben egy absztrakt struktúra, amely pontosan leír egy formális nyelvet.
A formális nyelveket, valamint az emberi nyelveket leíró nyelvtanok között bizonyos analógiák figyelhetők meg. A formális nyelvek
és formális nyelvtanok vizsgálatának egyik legjelentősebb úttörője Noam Chomsky, akinek a munkássága egyaránt hatott a formális nyelvek és a természetes nyelvek kutatására is.
A formális nyelvtanok két fő kategóriába oszthatók: generatív és analitikus nyelvtanok.
- Egy generatív nyelvtan, a legismertebb kategória, azoknak a szabályoknak a halmaza, amelyekkel minden, a nyelvben lehetséges jelsorozat előállítható, azaz leírja, hogyan lehet előállítani egy átírási eljárással a kitüntetett kezdő szimbólumból a többi jelsorozatot a szabályokat egymás után alkalmazásával. A generatív nyelvtan a valóságban egy algoritmust formalizál, ami a nyelv összes jelsorozatát generálja.
- Egy analitikus nyelvtan, ellenpólusként, azoknak a szabályoknak a halmaza, amelyeknek egy bemenő jelsorozatra való egymás utáni alkalmazása (redukció vagy elemzés) végül egy logikai, boolean típusú eredményt ad, azaz "igen/nem" választ ad arra a kérdésre, hogy a bemenő jelsorozat a nyelvtannal leírt nyelvnek megfelel vagy sem. Egy analitikus nyelvtan a valóságban egy nyelv elemzőjének formalizált leírást adja meg.

Röviden, egy analitikus nyelvtan leírja, hogyan olvassuk a nyelvet, amíg egy generatív nyelvtan azt írja le, hogyan írjuk.

## Generatív nyelvtanok
Egy generatív nyelvtan a jelsorozatok transzformációs szabályait leíró szabályok halmazából áll. A nyelvet alkotó jelsorozatok létrehozásához szükséges, hogy legyen egy egyedi „kezdő” szimbólum, ezután csak a szabályokat kell egymás után alkalmazni (bárhányszor, tetszés szerinti sorrendben) a kezdő szimbólum átalakítására. A nyelv azokból a jelsorozatokból áll, amelyeket az említett módon elő lehet állítani. A szabályok alkalmazásának megengedett lehetőségei közül bármilyen különleges sorrend alkalmazásával az átalakításokkal létrehozhatók jelsorozatok, de ha ezek közül a jelsorozatok közül egyet is többféleképpen is elő lehet állítani, akkor a nyelvtant kétértelműnek nevezik.
Tegyük fel például, hogy egy ábécéhez a '{\displaystyle a}' és a '{\displaystyle b}' szimbólumok tartoznak, a kezdő szimbólum pedig legyen az '{\displaystyle S}' és adottak a következő szabályok:
1. {\displaystyle S\longrightarrow aSb}
2. {\displaystyle S\longrightarrow ba}
Kezdő szimbólumunk a „{\displaystyle S}”, de ezután kiválaszthatjuk, hogy melyik szabályt alkalmazzuk a jelsorozat következő elemének előállításához. Ha az 1-es szabályt választjuk, akkor annak alapján az '{\displaystyle S}' szimbólumot a '{\displaystyle aSb}'-al helyettesítjük, eredményül tehát a „{\displaystyle aSb}” jelsorozatot kapjuk. Ha most ismételten az 1-es szabály alkalmazását választjuk, akkor helyettesítjük az '{\displaystyle S}' szimbólumot a '{\displaystyle aSb}'-vel, és akkor a „{\displaystyle aaSbb}” jelsorozatot kapjuk. Ezt az eljárást addig ismételhetjük, amíg az ábécé szimbólumai megengedik (esetünkben '{\displaystyle a}' és '{\displaystyle b}'). Befejezve a példát, most válasszuk a 2-es szabályt, helyettesítsük az '{\displaystyle S}' szimbólumot a '{\displaystyle ba}' jelsorozattal, eredményül pedig a „{\displaystyle aababb}” jelsorozatot kapjuk, és ezzel be is fejeztük.
Az adott szimbólumokat használva a fentieket sokkal egyszerűbb formában is leírhatjuk: {\displaystyle S\longrightarrow aSb\longrightarrow aaSbb\longrightarrow aababb}.
A nyelvtan által meghatározott nyelv nem lesz más, mint az összes olyan jelsorozat halmaza, amelyeket ezzel az eljárással elő tudunk állítani: {\displaystyle \left\{ba,abab,aababb,aaababbb,...\right\}}.

### Formális definíció
Noam Chomsky az 1950-es években javasolta először a generatív nyelvtanok klasszikus formalizálását, ami szerint egy G nyelvtan a következő komponensekből áll:
- {\displaystyle N} a nem-terminális szimbólumok véges halmaza;
- {\displaystyle \Sigma } a terminális szimbólumok véges halmaza, aminek nincs közös része {\displaystyle N}-nel;
- {\displaystyle P} a produkciós szabályok véges halmaza, ahol a szabályok a következő formában adottak

{\displaystyle (\Sigma \cup N)^{*}} beli jelsorozat {\displaystyle \longrightarrow } {\displaystyle (\Sigma \cup N)^{*}}-beli jelsorozat
(ahol {\displaystyle {}^{*}} a Kleene-csillag és {\displaystyle \cup } az unió művelet) azzal a megkötéssel, hogy a szabály bal oldalának (bal oldali rész a {\displaystyle \longrightarrow } előtt) legalább egy nem-terminális szimbólumot tartalmaznia kell.
- Az {\displaystyle N} halmazhoz tartozó {\displaystyle S} szimbólum, ami a kezdő szimbólumot jelöli.

Gyakran a {\displaystyle G} formális nyelvtan jelölésé a {\displaystyle (N,\Sigma ,P,S)} négyessel történik.
A {\displaystyle G=(N,\Sigma ,P,S)}, formális nyelvtannal meghatározott nyelvet jelölik a {\displaystyle {\boldsymbol {L}}(G)} szimbólummal is. Ezzel meghatároznak minden olyan, a {\displaystyle \Sigma } halmazból generálható jelsorozatot, amelyeket a {\displaystyle P} halmazban lévő produkciós szabályok egymásutáni alkalmazásával a {\displaystyle S} kezdő szimbólumot kezdőként alkalmazva létrehozható, addig, amíg a nem-terminális szimbólumok készlete rendelkezésre áll.

### Példa
A következő példáknál a formális nyelvet a halmaz-felépítő jelölés használatával határozzuk meg.
Például, tételezzük fel a {\displaystyle G} nyelvtanról, hogy a következőkből áll:
{\displaystyle N=\left\{S,B\right\}}, {\displaystyle \Sigma =\left\{a,b,c\right\}}, {\displaystyle P} pedig a következő produkciós szabályokat tartalmazza:
1. {\displaystyle S\longrightarrow aBSc}
2. {\displaystyle S\longrightarrow abc}
3. {\displaystyle Ba\longrightarrow aB}
4. {\displaystyle Bb\longrightarrow bb},
és az {\displaystyle S} nem-terminális szimbólum a kezdő szimbólum.
Néhány példa arra, hogyan származtathatók a jelsorozatok a {\displaystyle {\boldsymbol {L}}(G)} nyelvben:
- {\displaystyle {\boldsymbol {S}}\longrightarrow (2)abc}
- {\displaystyle {\boldsymbol {S}}\longrightarrow (1)aB{\boldsymbol {S}}c\longrightarrow (2)a{\boldsymbol {Ba}}bcc\longrightarrow (3)aa{\boldsymbol {Bb}}cc\longrightarrow (4)aabbcc}
- {\displaystyle {\boldsymbol {S}}\longrightarrow (1)aB{\boldsymbol {S}}c\longrightarrow (1)aBaB{\boldsymbol {S}}cc\longrightarrow (2)a{\boldsymbol {Ba}}Babccc\longrightarrow (3)aaB{\boldsymbol {Ba}}bccc\longrightarrow (3)aa{\boldsymbol {Ba}}Bbccc}{\displaystyle \longrightarrow (3)aaaB{\boldsymbol {Bb}}ccc\longrightarrow (4)aaa{\boldsymbol {Bb}}bccc\longrightarrow (4)aaabbbccc}

(a jelsorozatok előállításánál használt produkciós szabály azonosítója a zárójelben van, a helyettesíthető rész pedig vastagon szedett).
Egyértelmű, hogy a fenti nyelvtan meghatározza a {\displaystyle \left\{a^{n}b^{n}c^{n}|n>0\right\}} nyelvet, ahol {\displaystyle a^{n}} jelöli azt a jelsorozatot, amely n darab {\displaystyle a}-ból áll. Következésképpen, az egész nyelv bármilyen pozitív számú 'a'-t követő azonos számú 'b'-ből és azonos számú 'c'-ből álló jelsorozatból áll.
A generatív formális nyelvtanok identikusak a Lindenmayer rendszerekkel (L-rendszerek), kivéve, hogy az L-rendszerekben nincsen különbség a terminálisok és s nem-terminálisok között, valamint az L-rendszerek megszorítást tartalmaznak a szabályok alkalmazásának sorrendjére, és az L-rendszerek nem állnak le, ezért végtelen jelsorozat szekvenciákat generálnak.

### A Chomsky-féle hierarchia
Amikor az 1950-es években Noam Chomsky először formalizálta a generatív nyelvtanokat, akkor négy típusba sorolta be azokat. Ezek a csoportok ma Chomsky-féle hierarchiaként ismertek. Az egyes típusok között a különbség a produkciós szabályok szigorúságában jelenik meg. Két fontos típus a környezetfüggetlen nyelvtanok és a szabályos nyelvtanok. Azok a nyelvek, amelyek valamilyen nyelvtannal leírhatók azok az úgynevezett környezetfüggetlen nyelvek illetőleg a szabályos nyelvek. Habár kevésbé hatékonyak, mint a megkötés nélküli nyelvtanok, amelyek ténylegesen le tudnak írni bármilyen nyelvet, amelyek a Turing-gépekkel elfogadhatóak, ezen megkötések miatt inkább az ilyen nyelvtanok hatékonyan elemzők segítségével valósíthatók meg. Például, a környezetfüggetlen nyelvtanok a jól ismert algoritmusokat megvalósító LL elemzők és LR elemzők segítségével elemezhetők hatékonyan.
|                 | Nyelvtanok                | Nyelvek                   | Automaták                                | Produkciós szabályok                                                                                             |
| --------------- | ------------------------- | ------------------------- | ---------------------------------------- | --- |
| 0. nyelvosztály | Rekurzívan megszámlálható | Rekurzívan megszámlálható | Turing-gép                               | Nincs megkötés                                                                                                   |
| 1. nyelvosztály | környezetfüggő            | környezetfüggő            | Korlátos nem determinisztikus Turing-gép | {\displaystyle \alpha A\beta \rightarrow \alpha \gamma \beta }                                                   |
| 2. nyelvosztály | környezetfüggetlen        | környezetfüggetlen        | Nem determinisztikus veremautomata       | {\displaystyle A\rightarrow \gamma }                                                                             |
| 3. nyelvosztály | Szabályos                 | Szabályos                 | Véges determinisztikus automata          | {\displaystyle A\rightarrow a} és egyébként {\displaystyle A\rightarrow aB} vagy {\displaystyle A\rightarrow Ba} |

#### Környezetfüggetlen nyelvtanok
A környezetfüggetlen nyelvtanok esetében, a produkciós szabályok bal oldalán csak egy egymagában álló nem-terminális szimbólum lehet. Az előzőekben meghatározott nyelv nem volt környezetfüggetlen nyelv. Környezetfüggetlen nyelv viszont a {\displaystyle \left\{a^{n}b^{n}|n>0\right\}} (bármely pozitív számú 'a'-t azonos számú 'b' követ) nyelv, amelynek {\displaystyle G2} a nyelvtana és az {\displaystyle N=\left\{S\right\}}, {\displaystyle \Sigma =\left\{a,b\right\}}, és {\displaystyle S} a kezdő szimbólumok határoznak meg, valamint a következő produkciós szabályok:
1. {\displaystyle S\longrightarrow aSb}
2. {\displaystyle S\longrightarrow ab}

#### Reguláris (szabályos) nyelvtanok
A reguláris nyelvtanokban, a bal oldalon szintén csak egy egyedülálló nem-terminális szimbólum állhat, de most a jobb oldalra is megkötést kell tenni: lehet üres, lehet egyetlen terminális szimbólum és lehet egy egyedül álló terminális szimbólumot követő nem-terminális szimbólum. (Néha egy tágabb meghatározás használatos: megengedett egy eset a következők közül: vagy terminálisok hosszabb jelsorozata vagy egy egyedül álló, önálló nem-terminális.)
Az előzőekben meghatározott nyelv nem reguláris, de a {\displaystyle \left\{a^{n}b^{m}|m,n>0\right\}} nyelv (bármilyen pozitív számú 'a'-kat követő bármilyen pozitív számú 'b'-k, ahol a számok különbözőek is lehetnek) már reguláris, és meghatározható a {\displaystyle G3} nyelvtannal, ami az {\displaystyle N=\left\{S,A,B\right\}}, {\displaystyle \Sigma =\left\{a,b\right\}}, és a {\displaystyle S} kezdő szimbólummal, valamint a következő produkciós szabályokkal van meghatározva:
1. {\displaystyle S\longrightarrow aA}
2. {\displaystyle A\longrightarrow aA}
3. {\displaystyle A\longrightarrow bB}
4. {\displaystyle B\longrightarrow bB}
5. {\displaystyle B\longrightarrow \epsilon }
A gyakorlatban a reguláris nyelvtanok leírására reguláris kifejezéseket (szabályos kifejezéseket) használnak.

#### Szabályos- és környezetfüggetlen nyelvek összehasonlítása
A produkció szabályok különbözősége oldaláról a kétfajta nyelv közötti alapvető különbség az {\displaystyle \left\{a^{n}b^{n}|n>0\right\}} (környezetfüggetlen) és az {\displaystyle \left\{a^{n}b^{m}|n,m>0\right\}} (szabályos) között az, hogy a környezetfüggetlen nyelv esetén az 'a'-k és a 'b'-k száma azonos kell, hogy legyen. Ennélfogva, bármilyen automata segítségével történő környezetfüggetlen nyelv felismerésének megkísérlésekor elengedhetetlenül szükséges, hogy több információt kell figyelembe venni, mint a szabályos nyelv esetében. A továbbiakban nem kell foglalkoznunk az 'a'-k vagy a 'b'-k számával, viszont fel kell tételeznünk, hogy a számuk nullánál nagyobb.
A részleteket lásd a környezetfüggetlen nyelv és szabályos nyelv szócikkek alatt.

### A generatív nyelvtanok egyéb formái
A formális nyelvtanok eredeti Chomsky-féle hierarchiájának legtöbb kiterjesztésének és változatának kifejlesztését a nyelvészek és a számítógép-tudomány képviselői nemrégen végezték el, mindketten általában azzal a céllal, hogy az elemzők teljesítményét megnöveljék. Természetesen ezek a célok sajátságos eredményeket hoztak: minél kifejezőbb nyelvtani formalizmusok, az automatizált eszközök egyre nehezebben használhatók az elemzéseknél. A nyelvtanok néhány formája ezen sajátos eredményekre tekintettel került kifejlesztésre:
- Fa-szomszédos nyelvtanok megnövelik a konvencionális generatív nyelvtanok kifejező képességét azzal, hogy megengedik az elemzési szabályok, pontosabban az elemzési fa átírását a stringek helyett.
- Affix nyelvtanok és attribútum nyelvtanok megengedik a szabályok átírását szemantikai attribútumok és operátok hatására, amivel egyrészt megnő a nyelvtan kifejezőképessége, másrészt hatékonyabb nyelvi elemző és fordító eszközök készíthetők.

## Analitikus nyelvtanok
Habár a rendelkezésre álló elemző algoritmusokkal foglalkozó irodalom igen terjedelmes, ezek közül az algoritmusok közül a legtöbb azt feltételezi, hogy az elemzendő nyelv leírása egy generatív formális nyelvtant jelent, és az a cél, hogy átalakítsa ezt a generatív nyelvtant egy működő elemzővé. Egy másik lehetséges megközelítés a nyelvet elsődlegesen egy analitikus nyelvtannal formalizálja, amely sokkal közvetlenebb kapcsolatot biztosít az elemző és az elemzendő nyelv struktúrája között. Az analitikus nyelvtanokkal történő formalizálást mutatja be a következő néhány példa:
- The Language Machine közvetlenül valósít meg korlátozások nélküli analitikus nyelvtanokat. A helyettesítési szabályok alkalmazásával vezérelhető a bemenetek és kimenetek közötti kapcsolat, illetve a rendszer viselkedése. A rendszer előállít úgynevezett lm-diagramot is, amely megmutatja, mi történik a korlátozások nélküli analitikus nyelvtan szabályainak alkalmazásakor.
- fentről-lefelé elemző nyelv (TDPL, az angol Top-Down Parser Language rövidítése): a nagyon minimalista analitikus nyelvtan kifejlesztése az 1970-es években történt, amikor a top-down elemzők viselkedést tanulmányozták.
- Parsing expression nyelvtanok (PEGs): a TDPL egy újkeletű általánosításával tervezett gyakorlati megvalósítás a compiler írók számára.
- Kapcsolati nyelvtanok: nyelvészeti célokra kifejlesztett analitikus nyelvtan, amely a szintaktikai struktúrát szópárok kapcsolatainak alapján hozza létre.